# Dario Allevi
Dario Allevi (Roma, 30 settembre 1965) è un politico italiano, presidente della Provincia di Monza e della Brianza dal 9 giugno 2009 al 12 ottobre 2014 e sindaco di Monza dal 26 giugno 2017 al 28 giugno 2022.

## Biografia

### Giovinezza
Nato a Roma, con la famiglia si trasferisce a Monza, dove frequenta le scuole medie e il liceo scientifico Paolo Frisi. Assolve l'obbligo di leva nel corpo dei Vigili del Fuoco.
Nel 1987 inizia a lavorare nel mondo della finanza come procuratore presso un agente di cambio e come trader in una nota banca europea.

### Carriera politica
Nel 1995 aderisce ad Alleanza Nazionale, con cui, nel 1997, viene eletto consigliere comunale a Monza; nel 2007 è nominato vicesindaco e, a seguito delle elezioni amministrative del 2009, è eletto presidente della Provincia di Monza e della Brianza. Successivamente assume la carica di vicepresidente dell'Unione delle Province Lombarde.

#### Sindaco di Monza
In occasione delle elezioni amministrative del 2017 è eletto sindaco di Monza in rappresentanza della coalizione di centro-destra: Allevi, appoggiato da Forza Italia, Lega Nord, Fratelli d'Italia e da alcune liste civiche, sconfigge al ballottaggio il sindaco uscente Roberto Scanagatti col 51,3% dei voti.
In occasione delle elezioni amministrative del 2022, annuncia la sua ricandidatura alla carica di sindaco di Monza, in rappresentanza di una coalizione di centro-destra. Dopo avere ottenuto il 48,79% al primo turno, accede al ballottaggio contro il candidato del centro-sinistra Paolo Pilotto, il quale verrà eletto sindaco con il 51,21% dei voti. Cessa di essere primo cittadino il 28 giugno 2022, giorno dell'insediamento ufficiale di Pilotto.